# Vicariat apostolique d'Aysén
Le vicariat apostolique d'Aysén (en latin : Vicariatus Apostolicus Aysenensis ; en espagnol : Vicariato apostólico de Aysén) est un vicariat apostolique de l'Église catholique du Chili, suffragant de l'archidiocèse de Puerto Montt.

## Territoire
Il comprend la région d'Aysén à l'exception de l'archipel de las Guaitecas ce qui correspond à un territoire d'une superficie de 109 865 km2 divisé en 5 paroisses. Le siège épiscopal est à Coyhaique avec la cocathédrale de Notre-Dame des Douleurs. À Puerto Aysén se trouve la cathédrale de Sainte Thérèse de l'Enfant-Jésus.

## Histoire
La préfecture apostolique d'Aysén est érigée le 17 février 1940 par la constitution apostolique Alteris Nostris du pape Pie XII en prenant sur le territoire du diocèse de San Carlos de Ancud et placé sous l'autorité de la congrégation pour la propagation de la foi. La mission est confiée à l'ordre des Servites de Marie.
Le 8 mai 1955 la préfecture est élevée en vicariat apostolique par la constitution apostolique In amplitudinem de Pie XIIet intègre la province ecclésiastique de l'archidiocèse de Puerto Montt le 10 mai 1963.
Le 1er juin 1970, le vicariat cède l'archipel de las Guaitecas et la province de Palena au diocèse de San Carlos de Ancud. En 1978, le siège du vicariat est transféré de Puerto Aysén à Coyhaique, compte tenu des besoins pastoraux plus importants de cette dernière.

## Évêques
- Antonio Maria Michelato Danese, O.S.M (5 avril 1940 - septembre 1958)
- Cesare Gerardo Maria Vielmo Guerra, O.S.M (19 décembre 1959 - 16 juin 1963)
- Savino Bernardo Maria Cazzaro Bertollo, O.S.M (10 décembre 1963 - 8 février 1988), nommé archevêque de Puerto Montt
- Aldo Maria Lazzarin Stella, O.S.M (15 mai 1989 - 19 janvier 1998)
- Luigi Infanti della Mora, O.S.M, depuis le 30 août 1999